# Grgo Bačlija
Grgo Bačlija (Subotica, 12. studenog 1939.) je bački hrvatski književnik, publicist i kulturni djelatnik. Po struci je odvjetnik. Od druge polovice '60-ih do 1973. je bio visoki dužnosnik nekoliko hrvatskih institucija u Subotici.

## Kulturni rad
Jednim je od utemeljitelja i bivši tajnik subotičkog HKUD-a Bunjevačko kolo (utemeljenog 18. siječnja 1970.), društva koje se bavilo okupljanjem hrvatske mladeži i organiziranjem hrvatskih kulturnih manifestacija u Subotici, kao što su Dužijanca i Veliko prelo. Grgo Bačlija je također obnašao organizacijske dužnosti i u tim manifestacijama, odnosno bio je u Organizacijskom odboru Dužijance sve do pritvorenja.
Zajedno s Markom Peićem je napisao "Rečnik bačkih Bunjevaca" (1990.). S njime u suautorstvu je tri godine poslije objavio i "Imenoslov bačkih Bunjevaca" (1994.), a napisao je još neka djela.

## Politički progoni
1973. Grgu Bačliju su jugoslavenske vlasti poslale na pola godine u zatvor, zbog njegova djelovanja unutar hrvatske zajednice u Bačkoj, koje su ondašnje vlasti ocijenile neprijateljskim.

Osuđen je zbog umnožavanja materijala koje su napisali odnosno rekli hrvatski kulturni djelatnici Matije Poljakovića i Milana Jurića, otprilike u isto vrijeme kada je gušenje hrvatskog proljeća u Subotici i okružju izvršeno uklanjanjem intelektualaca i uglednika iz javnog života, kao što je bio slučaj s rečeni književnikom Matijom Poljakovićem, zatim subotičkim intelektualcima Antom Sekulićem, Jurjem Lončarevićem i Jakovom Kopilovićem, a još stotinjak Hrvata rukovoditelja u Subotici u javnim službama je dobilo otkaze.
Presuda kojom je bio poslan u zatvor je bila donesena u vrijeme ideološke histerije progona hrvatskih intelektualaca proljećara.
Poslije izlaska iz zatvora, dugo vremena nije se mogao zaposliti.
U veljači 2008. ga je subotički sud ga rehabilitirao, presudivši da je odluka iz 1973. donesena iz ideoloških razloga.

## Vanjske poveznice
- Klasje naših ravni Lazar Razora: Suvremena književnost Hrvata u Vojvodini - gledana iz još jednog počela, br.1-2/2002.
- Radio Subotica  Arhivirana inačica izvorne stranice od 1. ožujka 2021. (Wayback Machine) U Subotici rehabilitiran sudionik «Hrvatskog proljeća», 15. veljače 2008.